# Allomorphia urophylla
Allomorphia urophylla är en tvåhjärtbladig växtart som beskrevs av Friedrich Ludwig Diels. Allomorphia urophylla ingår i släktet Allomorphia och familjen Melastomataceae. Inga underarter finns listade i Catalogue of Life.